# Раний Каст
Раний Каст (лат. Ranius Castus) — римский государственный деятель первой половины II века.
Преномен Каста точно неизвестен. По одной версии, его звали Гай, а по другой — Публий. Иногда его номен читают как «Граний». В 126/127 году он находился на посту легата при проконсуле Азии Публии Стертинии Кварте. В 142 году Каст занимал должность консула-суффекта. Больше о нём ничего неизвестно.